# Championnat de Belgique de football de deuxième division 1944-1945
Navigation
saison précédente saison suivante
Le championnat de Division 1 (D2) belge 1944-1945 est annulé en raison de l'évolution du conflit mondial.
Certaines rencontres ont lieu mais la Fédération belge a tôt fait de décréter l'arrêt de la compétition.
La saison 1944-1945 du football belge n'est pas comptabilisée officiellement. Les compétitions reprennent à la fin de l'été 1945.